# Fiat 500
För andra betydelser, se Fiat 500 (olika betydelser).
Fiat 500, även kallad Fiat Nuova 500, är en personbil, tillverkad av den italienska biltillverkaren Fiat mellan 1957 och 1975.
Modellen tillverkades även på licens, bland annat av österrikiska Steyr-Daimler-Puch under namnet Steyr-Puch 500.

## Fiat 500
Nuova 500 introducerades i juli 1957. Den var avsedd att konkurrera med de mikrobilar som var populära i Europa under 1950-talet. Den tekniska uppbyggnaden följde den större 600-modellen, med svansmotor, självbärande kaross med självmordsdörrar och individuell hjulupphängning runt om, men mekaniken var enklare, med luftkyld tvåcylindrig motor på 13 hk och osynkroniserad växellåda.
Bilen sålde sämre än förväntat och redan till höstens bilsalong i Turin uppdaterades 500:n. Den ursprungliga versionen kallades nu 500 Economica och såldes till ett reducerat pris. Sedan tillkom 500 Normale med bättre utrustning, som öppningsbara fönster i dörrarna och ett riktigt baksäte. Bägge modellerna fick en starkare motor på 15 hk. 1958 kom 500 Sport, med en något större och starkare motor.
1960 kom den uppdaterade 500 D, med den större motorn från Sport-versionen.
I juni 1965 kom 500 F, med framhängda dörrar. 1968 kompletterades programmet med den 500 L, eller Lusso, med modifierad interiör med ny instrumentbräda och större stötfångare.
Den sista versionen blev 500 R från 1972. R-versionen fick den större motorn från efterträdaren Fiat 126 och såldes som en billig instegsmodell parallellt med 126:an fram till sommaren 1975.

## Fiat 500 Giardiniera
1960 kom kombiversionen 500 Giardiniera. För att förstora bagageutrymmet förlängdes hjulbasen en decimeter och motorn monterades liggande horisontellt under golvet. Från 1966 byggdes Giardinieran av Autobianchi och tillverkningen fortsatte fram till 1977.

## Motorer
| Modell    | Årsmodell | Motor              | Cylindervolym | Effekt   | Bränslesystem   |
| --------- | --------- | ------------------ | ------------- | -------- | --------------- |
| 500       | 1957-60   | 2-cyl radmotor ohv | 479 cm³       | 13-15 hk | Enkel förgasare |
| 500 Sport | 1958-60   | 2-cyl radmotor ohv | 499 cm³       | 21,5 hk  | Enkel förgasare |
| 500 D     | 1961-65   | 2-cyl radmotor ohv | 499 cm³       | 17,5 hk  | Enkel förgasare |
| 500 F, L  | 1966-72   | 2-cyl radmotor ohv | 499 cm³       | 18 hk    | Enkel förgasare |
| 500 R     | 1973-75   | 2-cyl radmotor ohv | 594 cm³       | 18 hk    | Enkel förgasare |

## Tillverkning
| Modell      | Antal     |
| ----------- | --------- |
| 500         | 181 078   |
| Giardiniera | 327 000   |
| 500 D       | 640 520   |
| 500 F, L    | 2 272 092 |
| 500 R       | 235 744   |

## Bilder

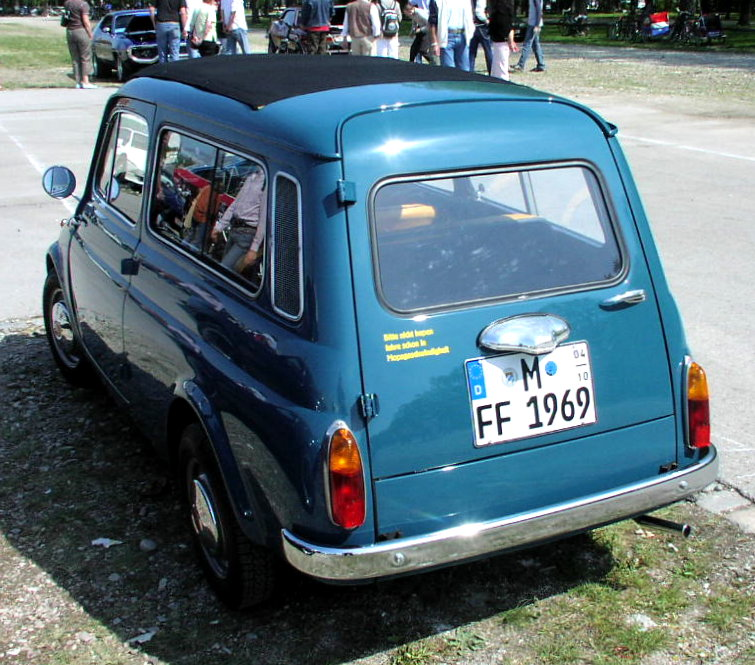
500 Giardiniera
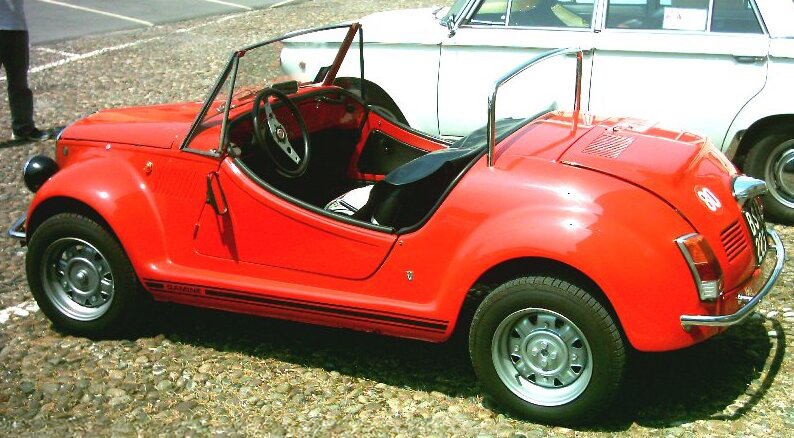
500 Vignale Gamine
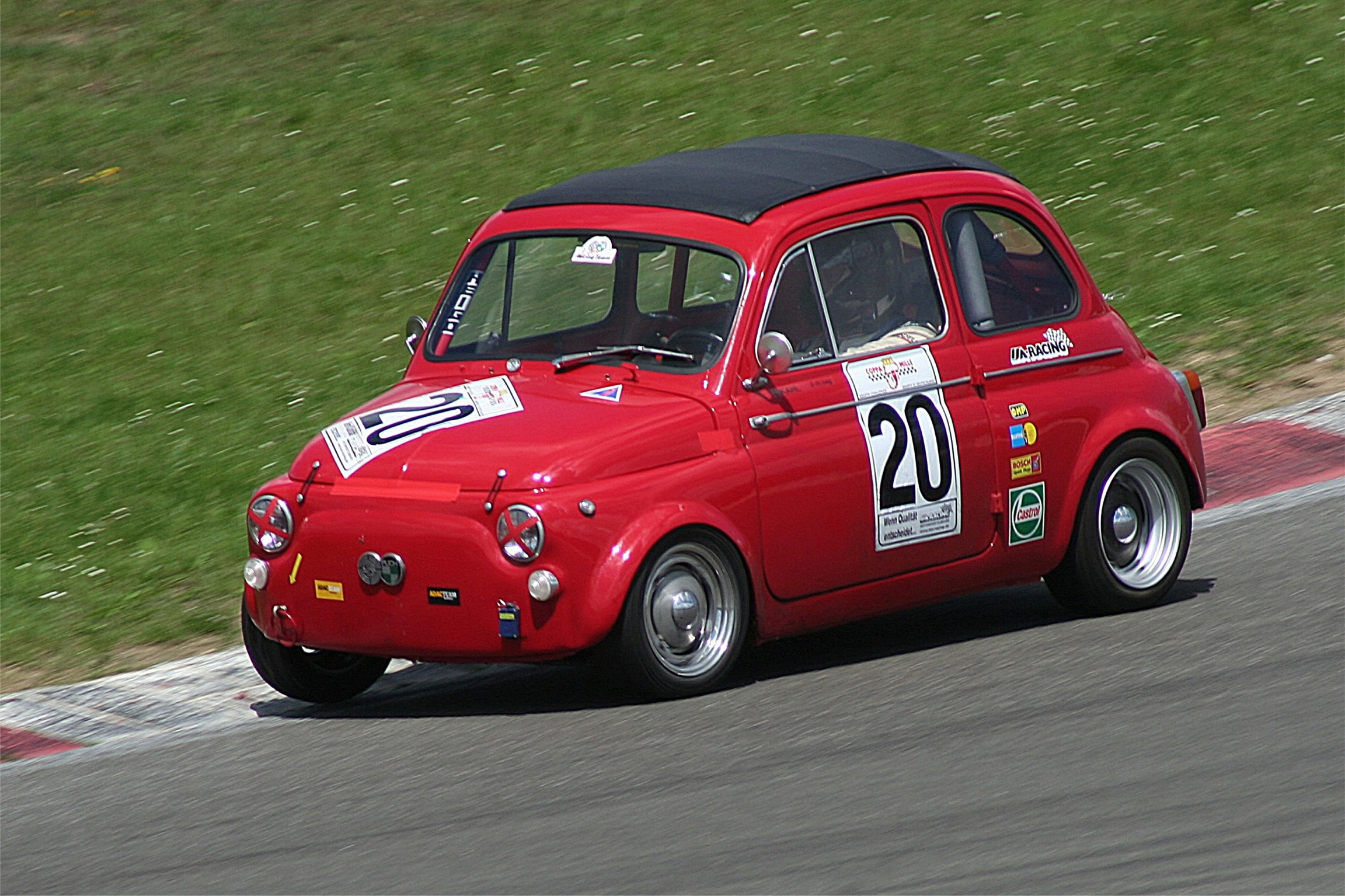
Steyr-Puch 650 TR